# Castello di Glücksburg

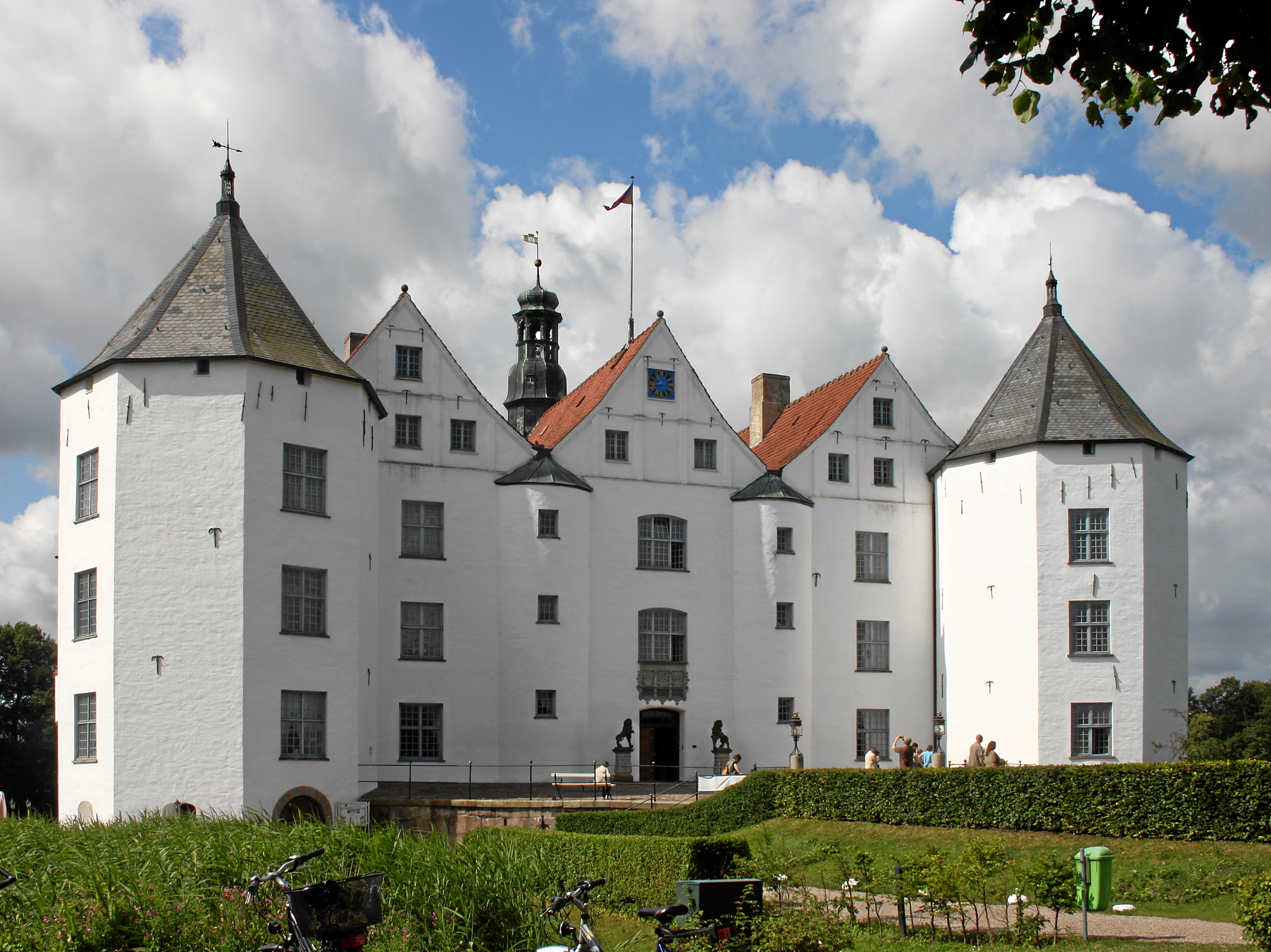
Facciata del castello di Glücksburg

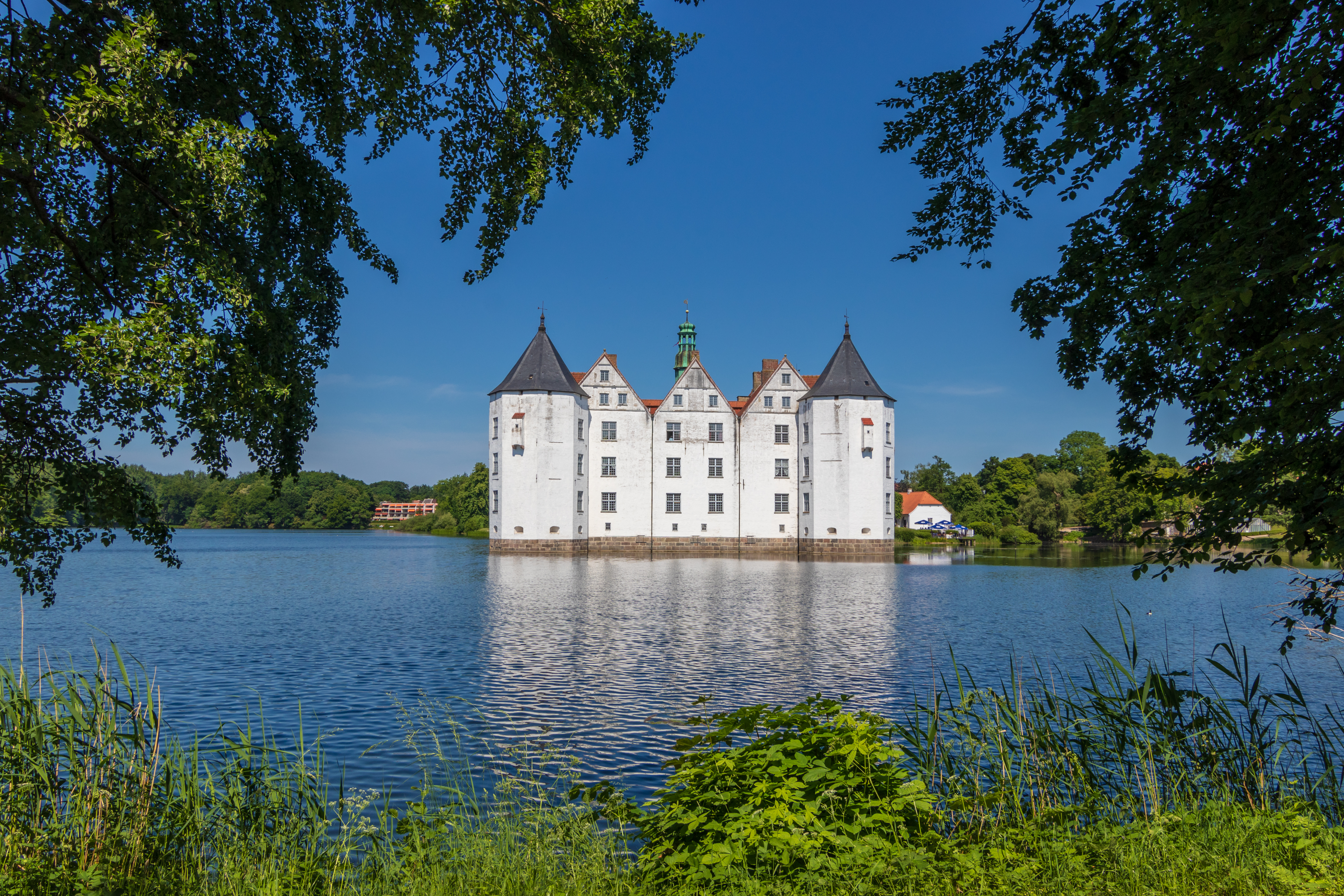
Castello di Glücksburg, la facciata sud

Il castello di Glücksburg  (in tedesco: Schloss Glücksburg; in danese: Lyksborg Slot) è un castello sull'acqua (Wasserschloss) della città tedesca di Glücksburg (Schleswig-Holstein, Germania settentrionale), costruito in stile rinascimentale tra il 1583 e il 1587 su progetto dell'architetto Nikel Karies e per volere del duca Giovanni di Schleswig-Holstein-Sonderburg-Glücksburg, figlio del re danese Cristiano III.

Si tratta probabilmente del più famoso castello sull'acqua della Germania.
Fu sede del Casato di Schleswig-Holstein-Sonderburg-Glücksburg.

## Caratteristiche
Il castello è in gran parte circondato dall'acqua e si caratterizza per le facciate di color bianco.
Il portale d'ingresso reca l'iscrizione GGGMF, sigla del motto di Giovanni di Schleswig-Holstein-Sonderburg Gott gebe Glück mit Frieden, ovvero "Che Dio rechi felicità e pace".

## Storia
Questo castello rinascimentale, circondato dall'acqua, è uno dei più noti del Nord Europa. Appartiene alla casa ducale di Schleswig-Holstein-Sonderburg-Glücksburg (in origine le case reali di Danimarca, Norvegia, Grecia e, attraverso quest'ultima, Regno Unito) e fu per molti anni la residenza reale della Danimarca. Oggi ospita un museo.
Il castello fu costruito su un lago dal 1582 al 1587 da Nicolaus Karies per il duca Giovanni di Schleswig-Holstein-Sonderburg. Si erge su una base di 2,5 metri. L'ultimo membro della famiglia in linea diretta a vivere qui fu Federico Guglielmo di Schleswig-Holstein-Sonderburg-Glücksburg, che morì senza eredi nel 1779. Passò quindi alla corona danese, ma la vedova Anne-Caroline ne mantenne l'usufrutto fino alla morte, avvenuta nel 1824.
Il re Federico VI di Danimarca la lasciò in eredità al duca Federico Guglielmo di Schleswig-Holstein-Sonderburg-Beck (1785-1831), che divenne duca di Schleswig-Hosltein-Sonderburg-Glücksburg, fondando la linea più giovane della casata e diventando il capostipite della maggior parte delle famiglie sovrane europee. Il principe, cresciuto in Danimarca e in Prussia, e sua moglie Louise-Caroline, discendevano dal costruttore del castello, il duca Giovanni. Il figlio governò la Danimarca con il nome di Cristiano IX. Il duca non visse nel castello, ma la sua vedova lo fece fino al 1848. Il castello fu la residenza estiva di Federico VII fino alla sua morte, avvenuta nel 1863.
Durante la guerra dei ducati, il castello servì come quartier generale del principe Carlo di Prussia, poi come ospedale militare e infine come caserma. L'unione personale della Casa Reale di Danimarca con il Ducato di Schleswig-Holstein (popolato principalmente da tedeschi) terminò con la vittoria prussiana. Tuttavia, l'imperatore Guglielmo I restituì il castello alla famiglia reale danese nel 1871 e il duca Carlo, fratello di Cristiano IX, vi risiedette. Anche i suoi discendenti vi abitarono in seguito, come il duca Federico (morto nel 1885) e suo figlio Federico Ferdinando (morto nel 1934). L'ultima imperatrice di Germania, Augusta Vittoria, che apparteneva a un ramo di questa famiglia per nascita, visitava regolarmente la casa, e sua sorella Carolina-Matilde era la moglie del duca Federico-Ferdinando. Un appartamento al piano superiore porta il nome dell'imperatrice. Quando il marito veniva in visita, preferiva soggiornare sul suo yacht, lo SMY Hohenzollern.
Il castello, oggi museo, è ancora di proprietà della famiglia Schleswig-Holstein-Sonderburg-Glücksburg, che lo gestisce attraverso una fondazione istituita nel 1922. Ogni estate si tiene qui un festival musicale.

## Palazzo e punti d'interesse
Per il castello vengono occasionalmente citati modelli francesi - la pianta del castello ricorda ad esempio l'edificio centrale di Chambord - ma si tratta di un edificio tipico della sua epoca e della sua regione. Si tratta di una cosiddetta casa multipla, qui nella variante tripla, una forma costruttiva caratteristica dello Schleswig-Holstein dal Medioevo al Rinascimento. "Edifici fratelli" si trovano, ad esempio, nel maniero di Nütschau e soprattutto nel castello di Ahrensburg, costruito quasi contemporaneamente. Tra le case multiple sopravvissute nello Schleswig e Holstein, Glücksburg è la più grande e probabilmente la più conosciuta. Il motto del costruttore Giovanni III, "Dio conceda la felicità con la pace", è espresso dalle lettere G G M F sopra il portale. Questa è anche l'origine del nome del castello.
L'edificio fu eretto in un periodo di transizione stilistica. Mentre lo zio di Giovanni, Adolfo I, aveva fatto costruire complessi più moderni e a tre ali, come il castello di Husum o quello di Reinbek, il nipote pensava alle forme costruttive tradizionali del Paese. E sebbene sia stato progettato ed eseguito come residenza signorile, la posizione in acqua, le aperture a forma di feritoia dei sotterranei delle torri, le torri originariamente merlate e l'alto primo piano e il ponte levatoio del cortile, nel frattempo scomparso, rimandano ancora a un passato in cui una residenza nobiliare doveva anche essere fortificata.
L'edificio poggia su uno zoccolo di granito alto 2,5 metri e sorge direttamente dall'acqua. Il castello è costruito in mattoni bianchi intonacati, in gran parte prelevati dal monastero demolito. La base forma un quadrato con un bordo lungo poco meno di 30 metri, composto da tre case individuali, ognuna con la propria pianta e il proprio tetto. Mentre la casa centrale ospitava le grandi sale e il vestibolo, le due case laterali erano dotate di alloggi. La cappella del castello, la cui parete dell'altare è rivolta verso est, è l'unico ambiente disposto ad angolo retto rispetto alla pianta complessiva e si trova contemporaneamente nella casa orientale e in quella centrale.
Gli angoli di Glücksburg sono accentuati da quattro torri a otto lati, ciascuna con un diametro di sette metri. Anche il lato del cortile del castello è preceduto da due torri-scala a forma di baia, che costituiscono l'unico collegamento tra i piani superiori. In totale, il palazzo contiene due sale, il vestibolo, la cappella del palazzo e dodici stanze centrali, dodici stanze della torre e undici stanze d'angolo. Lo spazio abitativo totale dell'edificio è di circa 3.000 m².

### Roter Saal
Ll primo piano è la zona abitativa vera e propria; fin dall'epoca della costruzione, qui si trovavano le camere da letto e i saloni della famiglia ducale. Le stanze orientali erano originariamente assegnate al duca, quelle occidentali alla moglie. Tuttavia, questa divisione non è stata mantenuta in modo permanente.
Al centro del piano si trova la sala cosiddetta Roter Saal (ossia "sala rossa"), riccamente arredata (con dipinti di Antoine Pesne). Il nome della sala deriva dalla carta da parati rossa di cui era rivestita un tempo. La sala, lunga 30 metri, larga 10 e alta 4, si estende sull'intera superficie dell'edificio centrale. Gli ornamenti della volta sono tra le prime opere in stucco dello Schleswig-Holstein. La sala fungeva da salone e soggiorno, oltre che da sala banchetti per il palazzo. Serviva anche come corridoio, dato che quattro stanze ciascuna conduceva alle ali laterali su entrambi i lati. Dietro le stanze d'angolo degli edifici esterni, si trovano i saloni delle stanze della torre, che commemorano l'imperatrice Augusta Vittoria.

### Weißer Saal
Non si sa molto sull'uso del secondo piano superiore al momento della costruzione; si presume che in origine servisse soprattutto come magazzino e granaio. Questa funzione derivava dal fatto che il prelievo fiscale in natura era piuttosto comune all'epoca di Giovanni III. La disposizione segue quella del piano sottostante: anche la casa di mezzo è dominata da un grande salone, affiancato su entrambi i lati da quattro stanze ciascuna e dalle stanze della torre. A partire dal XVIII secolo, questo piano conteneva una serie di camere per gli ospiti. La cosiddetta "Camera del Margravio" ricorda il margravio Federico Ernesto, che fu governatore dello Schleswig-Holstein e alloggiò temporaneamente a Glücksburg. Dal 1857, gli alloggi dei principi e delle principesse furono allestiti al piano superiore.
Questa stanza, il cui nome significa "Sala Bianca", è abbellita da arazzi fiamminghi del XVIII secolo.

### Cappella barocca
Il seminterrato contiene l'ingresso principale e vi si accede attraverso il ponte del castello. 
L'ambiente più notevole del seminterrato è la cappella del palazzo. La sala della cappella è l'unica stanza del palazzo che si estende su due case lunghe. Occupa un buon quarto della casa orientale e di quella centrale. Inoltre, il livello del pavimento della cappella si estende nel seminterrato, il che la rende l'unica stanza che occupa più di un piano.
La chiesa era originariamente arredata in stile rinascimentale e conserva ancora un altare con pulpito e un fonte battesimale della metà del XVII secolo, entrambi opera di Claus Gabriel. Sotto il duca Filippo Ernesto, la cappella fu arredata in stile barocco intorno al 1717 e nel 1847 ricevette un organo Marcussen. Durante i lavori di restauro del 1973 sono stati scoperti affreschi risalenti all'epoca della costruzione. A ovest della cappella si trova la cripta della casa, dove nel 1811 ebbe luogo l'ultima sepoltura e dove sono sepolti 38 membri della famiglia ducale. La cappella del castello contiene un turibolo del XIII secolo, l'ultimo pezzo conosciuto della chiesa del monastero distrutta.
La cappella è stata anche la chiesa parrocchiale ufficiale della città di Glücksburg fino al 1965. Ancora oggi viene utilizzata per le funzioni religiose, i matrimoni e i battesimi. I matrimoni civili possono essere celebrati nella sala della torre occidentale del seminterrato, previo accordo con l'amministrazione del castello.

### Giardino

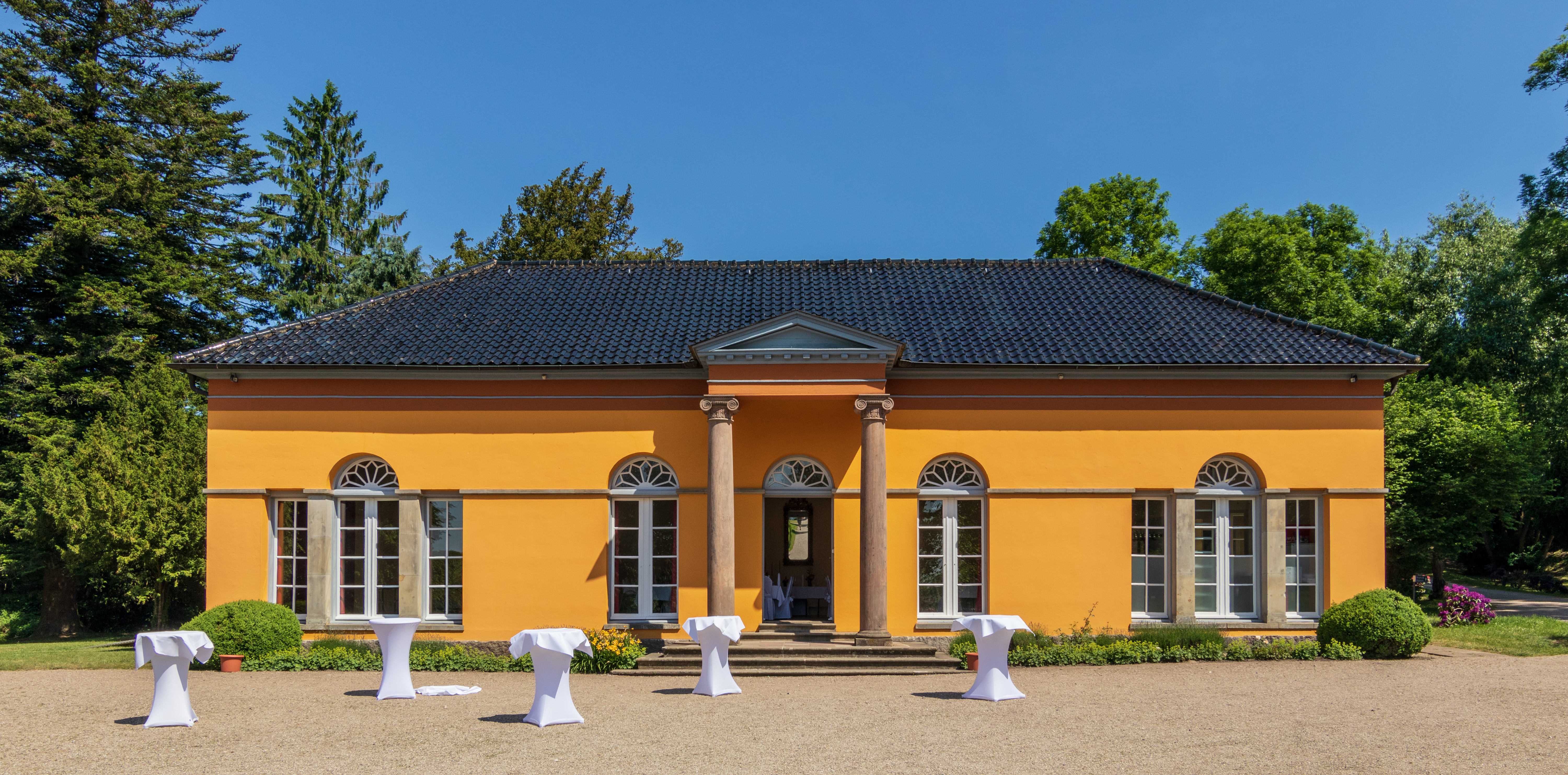
Il giardino coperto o Orangerie

Un giardino conventuale apparteneva già al monastero di Rüde, ma andò perduto dopo la costruzione del complesso e lo sbarramento dello stagno del castello. A parte un orto a partire dal 1622, il castello ricevette parchi su scala più ampia solo nel XVIII secolo. Tra il 1706 e il 1709, sotto la guida del giardiniere Jürgen Lorentzen, fu allestito un piccolo giardino di piacere sul sito del successivo Rosarium. Poiché Glücksburg è circondata dall'acqua su tre lati e il quarto lato è preceduto dal bailamme esterno, dal 1733 il parco più grande fu collocato dietro il cortile esterno, senza alcun riferimento diretto al castello. Questo giardino barocco consisteva essenzialmente in un grande parterre che si affacciava su un'aranciera eretta nel 1743.
Sotto la duchessa Anna Carolina, nel XIX secolo la decorazione formale del giardino fu abbandonata e le aree verdi furono ridisegnate secondo i modelli inglesi. Tuttavia, la struttura barocca fu in gran parte mantenuta, tanto che i viali di inquadramento e il sistema di sentieri dell'antico giardino si sono conservati fino ad oggi. Il giardino coperto fu ristrutturato e assunse la forma attuale nel 1827.

## Il castello al cinema e in TV
- Il castello è stato utilizzato come la principale location della serie televisiva, trasmessa anche da Rai 3, Il principe e la fanciulla (Der Fürst und das Mädchen, 2003 - 2007)[5][6]